# Hong Jong-hyun
Hong Jong-Hyun (hangul: 홍종현; nascido em 2 de fevereiro de 1990) é um ator e modelo sul-coreano.

## Carreira
Hong Jong-Hyun iniciou sua carreira no entretenimento em 2007 como modelo profissional para revistas e comerciais de televisão. Ele então iniciou sua carreira na atuação, participando do sitcom Vampire Idol (2011), seguido por pequenas aparições em Jeon Woo-chi (2012) e Dating Agency: Cyrano (2013).
Em 2014, ele teve seu primeiro papel de destaque no drama Her Lovely Heels, seguido pelo melodrama Mama. Ele também apareceu na quarta temporada do reality show We Got Married, como parceiro amoroso de Yura, integrante do Girl's Day.
Em 2015, Hong Jong-Hyun estrelou o filme de comédia Enemies In Law e o filme de terror Alice: Boy From Wonderland, seguido pelo drama Moon Lovers: Scarlet Heart Ryeo em 2016. Em 2017, ele co-estrelou o drama The King In Love ao lado de Im Si-wan e Lim Yoon-ah.
Em 2019, co-estrela os dramas My Absolute Boyfriend com os atores Yeo Jin Go e Bang Min Ah; e Mother of Mine com a atriz Kim So Yeon.

## Filmografia

### Filmes
| Ano  | Título                     | Papel        | Notas                           |
| ---- | -------------------------- | ------------ | ------------------------------- |
| 2008 | Lovers                     | Tom          | seguimento: "Hey, Tom"          |
| 2008 | A Frozen Flower            | Geon-ryong   |                                 |
| 2009 | One Step More To The Sea   | Joon-seo     |                                 |
| 2010 | Ghost (Be With Me)         | Jae-young    | seguimento: "Tarot 2. Attached" |
| 2015 | Enemies In Law             | Han Chul-soo |                                 |
| 2015 | Alice: Boy from Wonderland | Hwan         |                                 |
| 2019 | Spring, Again              | Ho-Min       |                                 |

### Dramas
| Ano  | Título                                         | Papel                           | Emissora |
| ---- | ---------------------------------------------- | ------------------------------- | -------- |
| 2009 | Heading to the Ground                          | Hong Kyung-rae                  | MBC      |
| 2010 | Oh! My Lady                                    | Park Jin-ho                     | SBS      |
| 2010 | Jungle Fish 2                                  | Min Ho-soo                      | KBS2     |
| 2011 | White Christmas                                | Lee Jae-kyu                     | KBS2     |
| 2011 | Warrior Baek Dong-soo                          | Crown Prince Yi San             | SBS      |
| 2011 | Vampire Idol                                   | Jong-hyun/Yariru Genius         | MBN      |
| 2012 | Wild Romance                                   | Seo Yoon-yi                     | KBS2     |
| 2012 | Hero                                           | Jang Kyung-ho                   | OCN      |
| 2012 | Dear You                                       | Go Jin-se                       | JTBC     |
| 2012 | Jeon Woo-chi                                   | Seo Chan-hwi                    | KBS2     |
| 2013 | Dating Agency: Cyrano                          | Moo-jin                         | tvN      |
| 2014 | Her Lovely Heels                               | Oh Tae-soo                      | SBS Plus |
| 2014 | Drama Special "The Reason I'm Getting Married" | Lee Joon-ki                     | KBS2     |
| 2014 | Mama                                           | Gu Ji-sub                       | MBC      |
| 2015 | Yoo-mi's Room                                  | Aparição especial no episódio 6 | Olive TV |
| 2016 | Moon Lovers: Scarlet Heart Ryeo                | Wang Yo                         | SBS      |
| 2017 | The King in Love                               | Wang Rin                        | MBC      |
| 2019 | My Absolute Boyfriend                          | Ma Wang-Joon                    | SBS      |
| 2019 | Mother of Mine                                 | Han Tae Joo                     | KBS2     |
|      | Ivory Tower                                    | Lee Kyung-woon                  |          |

### Show de variedades
| Ano       | Título                        | Emissora   | Notas                                               |
| --------- | ----------------------------- | ---------- | --------------------------------------------------- |
| 2008      | Hip My Life                   | ETN        |                                                     |
| 2009      | Now Is The Era of Flower Boys | MBC Every1 |                                                     |
| 2010      | Chart No.5                    | OnStyle    |                                                     |
| 2012      | Mnet Wide Entertainment News  | Mnet       | MC                                                  |
| 2013      | Style Log, Season 1           | OnStyle    | MC com Lee Soo-hyuk                                 |
| 2013      | Petorialist                   | OnStyle    |                                                     |
| 2014      | Style Log, Season 2           | OnStyle    | MC com Jo Min-ho, Nana                              |
| 2014-2015 | We Got Married                | MBC        | Elenco principal, com Yura                          |
| 2014-2015 | Inkigayo                      | SBS        | MC, com Hwang Kwanghee, Kim Yoo-jung e Jackson Wang |
| 2016      | Law of the Jungle - Panama    | SBS        | Episódios 195 - 198                                 |
| 2016      | Top Gear Korea, Season 7      | XTM        | MC                                                  |

### Aparição em videoclipes
| Ano  | Título                    | Artista                     |
| ---- | ------------------------- | --------------------------- |
| 2008 | "I Hurt That Person"      | Epitone Project             |
| 2008 | "This Is Not a Love Song" | Sentimental Scenery         |
| 2013 | "Rewind"                  | Double K feat. Michelle Lee |
| 2013 | "Falling in Love"         | 2NE1                        |
| 2014 | "No Answer"               | Hong Dae-kwang              |
| 2015 | "Time Forgets"            | Yoon Hyun-sang              |
| 2015 | "Shall We Dance"          | Snuper                      |

## Prêmios e indicações
| Ano  | Prêmio                              | Categoria                                  | Trabalho nomeado                | Resultado |
| ---- | ----------------------------------- | ------------------------------------------ | ------------------------------- | --------- |
| 2011 | Korea Best Dresser Swan Awards      | Best Dressed Model                         |                                 | Ganhou    |
| 2014 | MBC Entertainment Awards            | New Star of the Year                       | We Got Married                  | Ganhou    |
| 2014 | MBC Drama Awards                    | Best New Actor                             | Mama                            | Indicado  |
| 2015 | 9th Cable TV Broadcasting Awards    | Best Couple Award (com Han Seung-yeon)     | Her Lovely Heels                | Ganhou    |
| 2015 | 10th Asia Model Festival Awards     | New Star Award                             | Coreia do                       | Ganhou    |
| 2016 | Korea Film Directors Society Awards | Popularity Award                           |                                 | Ganhou    |
| 2016 | SBS Drama Awards                    | Excellence Award, Actor in a Fantasy Drama | Moon Lovers: Scarlet Heart Ryeo | Indicado  |